# Серов, Александр Сергеевич
Алекса́ндр Серге́евич Серо́в (род. 12 ноября 1982 года в Выборге, Россия) — российский шоссейный и трековый велогонщик, c 2012 по 2016 год участник мужского состава велокоманды Gazprom-RusVelo.
Начал профессиональную карьеру в 2001 году.

## Значимые достижения
Принимал участие в мужской индивидуальной и командной гонках преследования на летних Олимпийских играх 2008 года в Пекине. В индивидуальной группе Серов финишировал восьмым, в командной — шестым.
В 2012 году повторно принял участие в мужской командной гонке преследования на летних Олимпийских играх в Лондоне, где его команда стала четвёртой.
Помимо участия на летних Олимпийских играх, известен как многократных призёр различных велогоночных гран-при.